# نحميا بروفتون
نحميا بروفتون (بالإنجليزية: Nehemiah Broughton)‏ هو لاعب كرة قدم أمريكية أمريكي، ولد في 4 نوفمبر 1982.

## وصلات خارجية
- نحميا بروفتون على موقع مرجع كرة القدم المحترفة.كوم (الإنجليزية)